# Mazzo (Rho)
Mazzo (Mazz in dialetto milanese, AFI: [ˈmats]) è una frazione del comune di Rho nella città metropolitana di Milano, posta ad est del centro abitato, verso Bollate, Baranzate e Pero.
A sud di Mazzo è posta la nuova Fiera di Milano.

## Storia
In passato fu un antico comune del Milanese, e confinava con Terrazzano e Arese a nord, Cassina Triulza ad est, Pantanedo a sud, e Rho ad ovest. Alla proclamazione del Regno d'Italia nel 1805 risultava avere 148 abitanti. Nel 1809 fu soppresso con regio decreto di Napoleone ed annesso a Terrazzano, la quale fu poi a sua volta inglobata in Rho nel 1811.
Il comune di Mazzo fu ripristinato con il ritorno degli austriaci. Nel 1841 il governo asburgico decise l'annessione a Mazzo del soppresso comune di Pantanedo. Mazzo entrò nel nuovo Regno d'Italia nel 1861 con 804 abitanti, per poi sfondare le 1000 presenze alla fine del XIX secolo. Nel 1862 il comune assunse la nuova denominazione di Mazzo Milanese.
Il comune di Mazzo Milanese fu infine soppresso dal governo fascista nel 1928 ed annesso a Rho.
Il territorio di Mazzo era ricco di cascine fino almeno agli anni cinquanta. Tra queste la Cassina Dugnana, la Cascina Nuova, la Cassinazza (demolita nel 1951 per costruire la Raffineria Condor, sul sito attualmente occupato dal Nuovo polo fieristico milanese) e la Cascina Mazzino, l'unica ancora in piedi, ristrutturata alla fine degli anni novanta.